# Campionat goiano

Campionat goiano / Goiás

El Campionat Goiano és la competició futbolística de l'estat de Goiás.

## Campions
Font:
| Temporada        | Campió                   | Finalista           |
| Era amateur      | Era amateur              | Era amateur         |
| ---------------- | ------------------------ | ------------------- |
| 1944             | Atlético Goianiense (1)  | Goiânia             |
| 1945             | Goiânia (1)              | Goiás               |
| 1946             | Goiânia (2)              | Atlético Goianiense |
| 1947             | Atlético Goianiense (2)  | Goiânia             |
| 1948             | Goiânia (3)              | Atlético Goianiense |
| 1949             | Atlético Goianiense (3)  | Goiânia             |
| 1950             | Goiânia (4)              | Vila Nova           |
| 1951             | Goiânia (5)              | Goiás               |
| 1952             | Goiânia (6)              | Atlético Goianiense |
| 1953             | Goiânia (7)              | Goiás               |
| 1954             | Goiânia (8)              | Atlético Goianiense |
| 1955             | Atlético Goianiense (4)  | Goiânia             |
| 1956             | Goiânia (9)              | Goiás               |
| 1957             | Atlético Goianiense (5)  | Goiânia             |
| 1958             | Goiânia (10)             | Atlético Goianiense |
| 1959             | Goiânia (11)             | Atlético Goianiense |
| 1960             | Goiânia (12)             | Goiás               |
| 1961             | Vila Nova (1)            | Atlético Goianiense |
| Era professional |                          |                     |
| 1962             | Vila Nova (2)            | Santa Rita          |
| 1963             | Vila Nova (3)            | Ferroviário         |
| 1964             | Atlético Goianiense (6)  | Goiás               |
| 1965             | Anápolis (1)             | Vila Nova           |
| 1966             | Goiás (1)                | Inhumas             |
| 1967             | CRAC Catalão (1)         | Atlético Goianiense |
| 1968             | Goiânia (13)             | Anápolis            |
| 1969             | Vila Nova (4)            | CRAC Catalão        |
| 1970             | Atlético Goianiense (7)  | Goiânia             |
| 1971             | Goiás (2)                | Vila Nova           |
| 1972             | Goiás (3)                | Atlético Goianiense |
| 1973             | Vila Nova (5)            | Goiás               |
| 1974             | Goiânia (14)             | Goiás               |
| 1975             | Goiás (4)                | Goiânia             |
| 1976             | Goiás (5)                | Goiânia             |
| 1977             | Vila Nova (6)            | Goiás               |
| 1978             | Vila Nova (7)            | Goiás               |
| 1979             | Vila Nova (8)            | Atlético Goianiense |
| 1980             | Vila Nova (9)            | Goiás               |
| 1981             | Goiás (6)                | Anapolina           |
| 1982             | Vila Nova (10)           | Goiás               |
| 1983             | Goiás (7)                | Anapolina           |
| 1984             | Vila Nova (11)           | Goiânia             |
| 1985             | Atlético Goianiense (8)  | Goiás               |
| 1986             | Goiás (8)                | Atlético Goianiense |
| 1987             | Goiás (9)                | Atlético Goianiense |
| 1988             | Atlético Goianiense (9)  | Goiás               |
| 1989             | Goiás (10)               | Vila Nova           |
| 1990             | Goiás (11)               | Mineiros            |
| 1991             | Goiás (12)               | Atlético Goianiense |
| 1992             | Goiatuba (1)             | Goiás               |
| 1993             | Vila Nova (12)           | Goiás               |
| 1994             | Goiás (13)               | Vila Nova           |
| 1995             | Vila Nova (13)           | Anápolis            |
| 1996             | Goiás (14)               | Atlético Goianiense |
| 1997             | Goiás (15)               | CRAC Catalão        |
| 1998             | Goiás (16)               | Vila Nova           |
| 1999             | Goiás (17)               | Vila Nova           |
| 2000             | Goiás (18)               | Vila Nova           |
| 2001             | Vila Nova (14)           | Goiás               |
| 2002             | Goiás (19)               | Novo Horizonte      |
| 2003             | Goiás (20)               | Novo Horizonte      |
| 2004             | CRAC Catalão (2)         | Vila Nova           |
| 2005             | Vila Nova (15)           | Goiás               |
| 2006             | Goiás (21)               | Atlético Goianiense |
| 2007             | Atlético Goianiense (10) | Goiás               |
| 2008             | Itumbiara (1)            | Goiás               |
| 2009             | Goiás (22)               | Atlético Goianiense |
| 2010             | Atlético Goianiense (11) | Santa Helena        |
| 2011             | Atlético Goianiense (12) | Goiás               |
| 2012             | Goiás (23)               | Atlético Goianiense |
| 2013             | Goiás (24)               | Atlético Goianiense |
| 2014             | Atlético Goianiense (13) | Goiás               |
| 2015             | Goiás (25)               | Aparecidense        |
| 2016             | Goiás (26)               | Anápolis            |
| 2017             | Goiás (27)               | Vila Nova           |
| 2018             | Goiás (28)               | Aparecidense        |
| 2019             | Atlético Goianiense (14) | Goiás               |
| 2020             | Atlético Goianiense (15) | Goianésia           |
| 2021             | Grêmio Anápolis (1)      | Vila Nova           |
| 2022             | Atlético Goianiense (16) | Goiás               |
| 2023             | Atlético Goianiense (17) | Goiás               |
| 2024             | Atlético Goianiense (18) | Vila Nova           |
| 2025             | Vila Nova (16)           | Anápolis            |

## Títols per equip
- Goiás Esporte Clube 28 títols
- Atlético Clube Goianiense 18 títols
- Vila Nova Futebol Clube 16 títols
- Goiânia Esporte Clube 14 títols
- Clube Recreativo e Atlético Catalano 2 títols
- Itumbiara Esporte Clube 1 títol
- Goiatuba Esporte Clube 1 títol
- Anápolis Futebol Clube 1 títol
- Grêmio Esportivo Anápolis 1 títol